# 瀬戸口重為
瀬戸口 重為（せとぐち しげため）は、戦国時代の武士。島津家の家臣。示現流開祖の東郷重位の父。

## 略歴
なお、「示現流聞書喫緊録附録系図」では重位の父を東郷重治としており、これで行くと祖父と云うことになる。桓武平氏渋谷氏族東郷家嫡家6代目の東郷氏親の四男・三郎次郎が薩摩郡東郷鳥丸村（現在の薩摩川内市東郷町鳥丸）の瀬戸口を領有し、瀬戸口氏を称する。宗定に子がないために弟の九郎が継ぎ、その子孫が瀬戸口重為というが系譜は不明確。
天文23年（1554年）の岩剣城の戦いに、梶夫新兵衛と共に島津義久の御旗指役として参加している。